# Batalha da Baía de Quiberon
A Batalha da Baía de Quiberon (conhecida como Bataille des Cardinaux em francês) foi um confronto naval decisivo durante a Guerra dos Sete Anos . Foi travada em 20 de novembro de 1759 entre a Marinha Real e a Marinha Francesa na Baía de Quiberon, na costa da França, perto de Saint-Nazaire . A batalha foi o culminar dos esforços britânicos para eliminar a superioridade naval francesa, o que poderia ter dado aos franceses a capacidade de levar a cabo a sua planeada invasão da Grã-Bretanha . Uma frota britânica de 24 navios de linha sob o comando de Sir Edward Hawke localizou e enfrentou uma frota francesa de 21 navios de linha sob o comando do marechal de Conflans . Após duros combates, a frota britânica afundou ou encalhou seis navios franceses, capturou um e dispersou os demais, dando à Marinha Real uma de suas maiores vitórias e encerrando para sempre a ameaça de invasão francesa.
A batalha sinalizou a ascensão da Marinha Real para se tornar a principal potência naval do mundo e, para os britânicos, fez parte do Annus Mirabilis de 1759 .

## Fundo
O mal-estar endêmico entre a França e a Grã-Bretanha durante o século XVIII transformou-se em guerra aberta em 1754 e 1755. Em 1756, o que ficou conhecido como a Guerra dos Sete Anos eclodiu em toda a Europa, lançando a França, a Áustria e a Rússia contra a Grã-Bretanha e a Prússia. A França apoiou a Áustria e a Rússia numa campanha terrestre contra a Prússia e lançou o que considerou ser o seu principal esforço numa ofensiva marítima e colonial contra a Grã-Bretanha.  No início de 1759, nenhuma das alianças tinha vantagem, tanto nas campanhas terrestres como nas marítimas, e ambas enfrentavam sérios problemas para financiar a guerra. 
Em resposta aos sucessos britânicos, os ministros do rei francês Luís XV planearam uma invasão direta da Grã-Bretanha, que se fosse bem sucedida teria decidido a guerra a seu favor.  Um exército de 17.000 homens foi reunido em Vannes, no sudeste da Bretanha, e quase 100 transportes foram montados perto da baía de Quiberon,   Na sua forma final, o plano francês exigia que estes transportes fossem escoltados pela Marinha Francesa . 
No entanto, na melhor das hipóteses, os franceses lutaram para tripular toda a sua frota com marinheiros experientes; homens de terra poderiam ser usados, mas mesmo uma pequena deficiência no manejo do navio traduzia-se em uma desvantagem significativa em uma situação de combate.  No verão de 1759, os franceses tinham 73 navios de linha, os maiores navios de guerra da época: 30 servindo no exterior e 43 em águas nacionais. Os navios em águas nacionais exigiam um complemento total de cerca de 25.000 homens; faltavam mais de 9.000 para isso.  Os britânicos tinham 40 navios de linha em águas nacionais e mais 15 na sua Frota do Mediterrâneo, baseada em Gibraltar . 
Brest foi o ponto de partida óbvio para a expedição: era um porto importante; estava bem posicionado em relação aos ventos predominantes; e a saída dele minimizou a distância e o tempo de navegação até o local de pouso proposto.   Uma epidemia de febre tifóide em Brest durante 1757-1758 matou mais de 4.000 marinheiros franceses, agravando enormemente a escassez de marinheiros experientes.  Além disso, havia receio de uma recorrência do surto de tifo  .
Em agosto, a Frota Francesa do Mediterrâneo comandada por Jean-François de La Clue-Sabran tentou passar de Gibraltar para o Atlântico. A Frota Britânica do Mediterrâneo comandada por Edward Boscawen os capturou e uma batalha de dois dias resultou na captura de três navios franceses da linha, dois destruídos e cinco bloqueados na neutra Cádiz ; dois escaparam da batalha para chegar a Rochefort.    Os cinco navios franceses em Cádiz foram bloqueados pelo segundo em comando de Boscawen, Thomas Brodrick .  Cinco dos navios vitoriosos de Boscawen foram transferidos para a frota do almirante Edward Hawke, ao largo de Brest. 

## Batalha
Tendo lutado contra ventos desfavoráveis, Conflans diminuiu a velocidade na noite do dia 19 para chegar a Quiberon ao amanhecer. A 32 quilômetros de Belleisle, ele avistou sete membros do esquadrão de Duff.  Assim que percebeu que esta não era a principal frota britânica, ele começou a persegui-la. Duff dividiu seus navios ao norte e ao sul, com a vanguarda e o centro franceses em sua perseguição, enquanto a retaguarda se mantinha a barlavento para observar algumas velas estranhas surgindo do oeste.  Os franceses interromperam a perseguição, mas ainda estavam dispersos quando a frota de Hawke apareceu.  HMS Magnanime avistou os franceses às 8h30  e Hawke deu o sinal para linha lado a lado. 
Conflans enfrentou uma escolha: lutar em sua atual posição desvantajosa em alto mar e um vento WNW "muito violento", ou assumir uma posição defensiva na Baía de Quiberon e desafiar Hawke a entrar no labirinto de baixios e recifes.  Cerca de 9 am Hawke deu o sinal para perseguição geral junto com um novo sinal para os primeiros 7 navios formarem uma linha à frente e, apesar do tempo e das águas perigosas, zarparam a todo vapor.  Por volta das 14h30, Conflans contornou Les Cardinaux, as rochas no final da península de Quiberon que dão nome à batalha em francês. Os primeiros tiros foram ouvidos enquanto ele fazia isso, embora Sir John Bentley em Warspite afirmasse que eles foram disparados sem suas ordens.  No entanto, os britânicos estavam começando a ultrapassar a retaguarda da frota francesa, mesmo quando a sua van e centro chegaram à segurança da baía.
Pouco antes das 4 À tarde, o maltratado Formidável rendeu-se ao Resulition , no momento em que o próprio Hawke contornou os Cardinals.  Kersaint tentou ajudar Conflans, mas Thésée realizou sua vez sem fechar as portas inferiores; a água invadiu o convés e ela virou  com apenas 22 sobreviventes. Superbe também virou, e o Héros gravemente danificado bateu sua bandeira no Visconde Howe  antes de encalhar no Four Shoal durante a noite.
Enquanto isso, o vento mudou para noroeste, confundindo ainda mais a linha semiformada de Conflans enquanto eles se enroscavam diante da ousada perseguição de Hawke. Conflans tentou, sem sucesso, resolver a confusão, mas no final decidiu embarcar novamente. Sua nau capitânia, Soleil Royal, dirigiu-se para a entrada da baía no momento em que Hawke se aproximava do Royal George . Hawke viu uma oportunidade para varrer Soleil Royal, mas Intrépide se interpôs e assumiu o fogo.  Enquanto isso, Soleil Royal caiu para sotavento e foi forçado a recuar e ancorar em Croisic, longe do resto da frota francesa. Agora eram cerca de 5 tarde e já havia escurecido, então Hawke fez o sinal para ancorar. 
Durante a noite oito navios franceses conseguiram fazer o que Soleil Royal não tinha conseguido fazer, navegar pelos baixios até à segurança do mar aberto, e fugir para Rochefort . Sete navios e as fragatas estavam no estuário de Vilaine (logo fora do mapa acima, a leste), mas Hawke não ousou atacá-los durante a tempestade. Os franceses abandonaram suas armas e equipamentos e aproveitaram a maré alta e o vento noroeste para escapar pelo banco de areia no fundo do rio Vilaine.  Um desses navios naufragou e os seis restantes ficaram presos ao longo de 1760 por uma esquadra britânica de bloqueio e só mais tarde conseguiram escapar e chegar a Brest em 1761/1762.  O Juste, gravemente danificado, foi perdido enquanto se dirigia para o Loire, 150 de sua tripulação sobreviveram à provação, e Resolution encalhou no Four Shoal durante a noite.
Soleil Royal tentou escapar para a segurança das baterias em Croisic, mas Essex a perseguiu e ambos naufragaram no Four Shoal ao lado de Heros . No dia 22 o vendaval moderou e três navios de Duff foram enviados para destruir os navios encalhados. Conflans atearam fogo em Soleil Royal enquanto os britânicos queimavam Heros,  como pode ser visto à direita da pintura de Richard Wright.

## Consequências
O poder da frota francesa foi quebrado e não se recuperaria antes do fim da guerra. Combinada com a vitória do almirante Edward Boscawen na Batalha de Lagos, em agosto anterior, a ameaça de invasão francesa foi removida.  O historiador naval Nicholas Tracey descreveu a batalha como "a batalha naval mais dramática na era da vela",  enquanto o teórico naval e historiador Alfred Mahan afirmou que "A batalha de 20 de novembro de 1759 foi o Trafalgar desta guerra, e ... as frotas inglesas estavam agora livres para agir contra as colônias da França, e mais tarde da Espanha, em uma escala maior do que nunca."  Por exemplo, os franceses não puderam prosseguir a sua vitória na batalha terrestre de Sainte-Foy na primavera seguinte por falta de reforços e suprimentos da França, e assim a Baía de Quiberon pode ser considerada como a batalha que determinou o destino da Nova França e, portanto, Canadá . A França sofreu uma crise de crédito quando os financiadores reconheceram que a Grã-Bretanha poderia agora atacar à vontade contra o comércio francês. O governo francês foi forçado a deixar de pagar a sua dívida.  A batalha foi uma de uma série de vitórias britânicas em 1759 que fez com que o ano fosse conhecido como annus mirabilis (latim para "ano dos milagres").